# Уфутенбанен
68°24′ пн. ш. 17°30′ сх. д. / 68.4° пн. ш. 17.5° сх. д.
Уфутенбанен (норв. Ofotbanen) —  залізнична лінія завдовжки 43 км у Нарвіку , Норвегія. 
Прокладена від порту Нарвік до Ріксгрансена на кордоні Норвегії та Швеції, де лінія продовжується як Мальмбанан через Кіруну та Єлліваре до Лулео. 
Уфутенбанен є одноколійною , електрифікованою на 15 кВ 16,7 Гц змінного струму та має сім станцій. 
Лінія має сполучення з рештою норвезької залізничної мережі лише через Швецію. 
Основний рух складає до 12 щоденних вантажних потягів компанії LKAB Malmtrafik, які перевозять залізну руду зі Швеції до Нарвіка. Крім того, CargoNet обслуговує контейнерні поїзди під назвою Arctic Rail Express (ARE), а SJ AB — пасажирські поїзди, включаючи нічний поїзд до Стокгольма.
Будівництво Уфутенбанен було розпочато в 1898 році разом з Мальмбананом від Ріксгрансена до Кіруни. 
Будівництво було завершено в 1902 році, що дозволило LKAB перевозити руду зі своїх шахт у Кіруні до незамерзаючого порту Нарвік. Експлуатацію та право власності на лінію передали Норвезькій державній залізниці. 
Лінія була електрифікована в 1915 році, і Норвезькі державні залізниці (NSB) почали використовувати локомотиви NSB El 3 і NSB El 4. 
Під час Другої світової війни рух руди припинився через битви при Нарвіку та бомбардування міста. 
У наступні десятиліття NSB представила локомотиви NSB El 12 і NSB El 15. 
В 1996 році експлуатацію рудних потягів взяла на себе компанія Malmtrafik, яка контролювалася і зараз є дочірньою компанією гірничодобувної компанії LKAB. 
Того ж року право власності на залізничну лінію було передано новоствореній Національній залізничній адміністрації Норвегії . 
Лінія була оновлена до 30 тонн навантаження на вісь, що дозволило новим локомотивам IORE тягнути 8600 тонн поїздів

## Операції
Malmtrafik управляє поїздами залізної руди що курсують з шахт у Кіруні, Сваппаварі та Мальмбергеті до порту Нарвік, де LKAB управляє рудним портом потужністю 25 мільйонів тонн на рік. 
Щодня курсує від 11 до 13 поїздів у кожному напрямку.
Потяги, які тягне Iore, мають 68 вагонів, довжину 750 м і важать 8600 тонн. 

Потяги з рудою курсують зі швидкістю 60 км/годину, тоді як порожні зворотні поїзди — зі швидкістю 70 км/годину.

В 2006 році компанія перевезла 15 мільйонів тонн руди,

що становить більшість вантажів поїздів у Норвегії, виміряні в тоннах, але не в тонно-кілометрах.
.
CargoNet управляє двома щоденними контейнерними поїздами, що курсують з терміналу Альнабру в Осло, Норвегія, під назвою Arctic Rail Express (ARE). 
Потяги курсують через Швецію, час в дорозі — 27 годин.

Потяги везуть переважно їжу на північ і рибу на південь на відстань 1950 км.

DB Schenker запустив конкуруючу вантажну послугу між Осло та Нарвіком у січні 2010 року.
 
Щороку на Уфутенбаненом перевозиться близько 0,5 мільйона тонн нерудних вантажних перевезень.

SJ курсує три щоденні поїзди з Нарвіка до станції Кіруна, два з яких прямують далі, до  вокзалу Лулео-Центральне або  Стокгольм-Центральний. 
Потяги до Стокгольма – нічні поїзди. 
Час у дорозі від Нарвіка до Кіруни становить 3 години 1 хвилина, до Лулео — 7 година 4 хвилини, а до Стокгольма – 18 годин 25 хвилин.